# 黃富康隨機殺人事件
黃富康隨機殺人事件（又名黃富康無差別殺人事件），為2009年3月9日上午9時50分（UTC+8）於台灣台北市士林區所發生的随機殺人事件，犯人為36歲的台湾男子黃富康，事件共造成1死2傷。此事件為台灣21世紀後第一件隨機殺人事件，事件發生後震驚台灣社會，引起輿論一片譁然。
嫌犯黃富康於2012年8月16日遭最高法院判處死刑定讞，並已於2023年10月17日羈押在台北看守所時猝死。

## 事件背景、經過

### 作案之前
黃富康出身南投縣埔里鎮，該人身材十分壯碩，身高約180公分、體重約100公斤，在事件發生前均居住在埔里當地。2009年3月5日，黃富康在埔里鎮住家上網，在租屋網站查到的十幾筆租屋資料以原子筆抄錄在日曆紙上，並且帶在身上。並於同月8日從南投北上台北，拜訪當時住在台北市士林區小西街的親兄長，要求與兄長同住，並且跟他索討新台幣2000元當作生活費，然後跟兄長謊稱要在台北找工作。

### 案發過程
2009年3月9日，黃富康將身上先前所抄錄租屋資訊的日曆紙拿出上，開始以手機連絡名單上的房東，其中前三位房東皆未撥通，僅聯繫上排序第四位的屋主簡添智（51歲），兩人隨即約定在德行東路某公寓的4樓租屋處碰面並且入內觀看屋況。
當日上午9時50分，黃富康趁著簡添智來到其中一間房屋的浴室時，突然拿出預藏多時的榔頭朝簡添智的頭部猛烈敲擊，並以刀子瘋狂砍殺簡添智頭頸部，使得簡添智頭頸部斷裂當場死亡。黃富康確定簡添智死亡後，即翻屍尋找死者的身分證，由簡添智身分證得知其住所在台北市士林區克強路。
當日下午1時26分，黃富康前往簡家按門鈴，佯稱其已和屋主簡添智談好租屋條件，要入內簽定租賃契約，簡妻余瑞瑛（51歲）不疑有詐，放黃富康進屋，豈料黃富康一進屋後即亮刀追砍余瑞瑛及兒子簡裕倫（22歲），兩人試圖抵抗，余瑞瑛的臉部、頸部遭到黃富康猛砍而血流滿面，簡裕倫的頸部動脈雖遭黃富康的刀子割傷而血流如注，但仍趁隙逃往屋外跟鄰居求救。
黃富康見事跡敗露，隨即騎乘車牌號碼為「LN2-9XX」的機車逃逸。

### 案發之後
案發後簡家鄰居報警，並且將身受重傷的兩母子送往新光醫院治療傷勢。黃富康則驅車逕奔士林區小西街兄長的住處，未料黃富康因殺人時用力過度不小心割傷到自己的手，此傷勢無意間被兄長看到後，兄長就強迫黃某前往新光醫院就醫。巧合的是，被害人兒子也在同一家醫院的急診室急救，並由被害人當下指認，通知警方注意並逮人。當地警察隨即將犯人黃富康逮捕。

## 後續結果
黃富康在因殺人罪出庭應訊時供稱，因為自己心情不好，吸毒才想要殺人，並揚言有殺害辦案人員的打算。為此2010年4月8日臺灣士林地方法院的法官在一審時判其死刑、褫奪公權終身，承審法官於判決書載明：黃嫌惡性重大、罪無可逭，顯已非死刑之外之其他教育矯正所得導正教化，權衡公平正義理念，回應社會公義需求，並撫慰被害人家屬失親之痛，因此判死刑，褫奪公權終身。
此案在上訴到臺灣高等法院進行二審時，2010年8月12日承審法官以黃嫌為自首並且深具悔意等理由，改判其為無期徒刑。但此判決卻在2010年12月16日三審時被最高法院撤銷並且將全案發回高等法院重審此案，最高法院要求查明黃富康的自首要件是否真的符合所屬情事。
2012年1月3日，臺灣高等法院更一審判處黃富康死刑，褫奪公權終身。3月1日，最高法院發回台灣高等法院更審。2012年5月29日臺灣高等法院更二審宣布審判結果，仍判處黃嫌死刑、褫奪公權終身。承審法官於判決書載明：黃富康手段凶殘，視人命如草芥、令人髮指。就其所犯殺人、殺人未遂等三罪，各處以死刑、十八年、十五年有期徒刑，合併應執行死刑。
2012年8月16日最高法院在三審時維持更二審的判決，法官仍依殺人罪判處黃富康死刑、褫奪公權終身，全案至此定讞。2023年10月17日因心因性休克猝死獄中，得年50歲。

## 反應及影響
此事件為台灣犯罪史上首件隨機殺人事件，事件發生後震驚台灣社會，輿論一片譁然，並引起社會恐慌。以往的殺人事件不外乎情殺、仇殺、財殺等三種動機，在此事件發生後已經打破此固有框架之殺人動機認定。

## 關連項目
- 鄭捷隨機殺人事件
- 王景玉隨機殺人事件
- 龔重安隨機殺人事件
- 曾文欽隨機殺人事件
- 2015年臺北捷運隨機砍人事件
- 秋葉原隨機殺人事件